# Храм святого Олександра Невського (Калінінград)
Храм Святого Олександра Невського  — православний храм в Калінінграді. Знаходиться на вулиці Олександра Невського поруч з одним з корпусів університету ім. І. Канта. Храм з місткістю у 900 чоловік є другим за величиною в Калінінградській області.
Освячення закладного каменя храму митрополитом Смоленським і Калінінградським Кирилом відбулося 20 липня 2008 року. Завершення будівництва було заплановано на 2010 рік, але до початку 2014 року будівництво остаточно не закінчилося.
6 грудня 2014 року, в день пам'яті святого благовірного великого князя Олександра Невського, Патріарх Московський і всієї Русі Кирило звершив чин великого освячення храму св. Олександра Невського в Калінінграді і очолив Божественну літургію в новоосвяченому храмі.
Спочатку храм планувалося назвати на честь покровительки студентів святої мучениці Тетяни. Під час малого освячення храму 16 листопада 2013 року патріарх Кирило вирішив назвати храм на честь Олександра Невського, тому що храм розташований на вулиці Олександра Невського.

## Архітектура
П'ятиглавий храм, головний купол буде перебувати на шатрі. Основні розміри: 38 м в довжину, 20 м в ширину, 41 м у висоту (висота головного купола). Архітектор — Олексій Мусін.